# دیرفورت آن در آلتمول
شهر دیرفورت آن در آلتمول در ایالت بایرن در کشور آلمان واقع شده است.